# 格里芬鎮區 (阿肯色州波普縣)
格里芬鎮區（英語：Griffin Township）是位於美國阿肯色州波普縣的一個行政鎮區。

## 地方資料
根據2010年美國人口普查的數據，格里芬鎮區的面積為88.30平方千米，當中陸地面積為87.90平方千米，而水域面積為0.40平方千米。當地共有人口839人，而人口密度為每平方千米9人。